# 內侍省
內侍省是中國官制中侍奉皇帝生活起居的機構，其成員主要是由宦官所組成。
南北朝时，北齐置中侍中省和长秋寺:113,121。隋朝时改称内侍省，后改长秋监:121,127。唐朝初年，改回内侍省。宋朝时称内侍省。元朝、明朝设其它机构替代。清朝时设置内务府:120-121。
| 秦     | 前漢   | 後漢   | 魏     | 晋     | 隋（煬帝） | 唐（玄宗） | 宋       | 元         | 明         | 清           | 主要職務                              |
| ------ | ------ | ------ | ------ | ------ | ---------- | ---------- | -------- | ---------- | ---------- | ------------ | ------------------------------------- |
| 郎中令 | 少府   | 光祿勳 | 殿中监 | 殿中监 | 殿内省监   | 殿中省监   | 殿中省监 | 大都留守司 | 北平留守司 | 内务总理大臣 | 宫庭日常内部事务 后宫之尊掌管宫中事务 |
| 将行   | 大長秋 | 大長秋 | 大長秋 | 大長秋 | 長秋監令   | 内侍省内侍 | 侍正     | 徽政院     | 詹事府     | 内务府       | 宫庭日常内部事务 后宫之尊掌管宫中事务 |

## 隋朝

### 沿革
- 隋文帝时称内侍省
- 隋炀帝改长秋监

### 內侍省主要官职[1]:121
- 内侍（2人）
- 内常侍（2人）
- 内给事（4人）
- 内谒者监（6人）
- 内寺伯（2人）
- 内谒者（12人）
- 寺人（6人）
- 伺非（8人）

## 唐朝

### 沿革
武德复为内侍省。龙朔改为内侍监。光宅改为司宫台。神龙复为内侍省。:121

### 內侍省主要官职
- 监（2人），正三品
- 内侍（4人），从四品上
- 内常侍（6人），正五品下

監二人，從三品；少監二人，內侍四人，皆從四品上。下屬六局，為掖庭、宮闈、奚官、內僕、內府、內坊。
內常侍六人，正五品下。
內給事十人，從五品下。負責承旨勞問，分判省事。每當元日、冬至，百官賀皇后，則出入宣傳，又負責根據品秩計算宮人衣服費用。主事二人，從九品下。
內謁者監十人，正六品下。掌管儀法、宣奏、承敕令及外命婦名帳。
內謁者十二人，從八品下。掌管命婦朝集班位，分涖諸門。
內寺伯六人，正七品下。負責糾察宮內不法。
寺人六人，從七品下。掌管皇后出入執御刀宂從。
掖庭局令二人，從七品下；丞三人，從八品下。掌管宮人簿帳、女工。
宮教博士二人，從九品下。負責教習宮人書、算、眾藝。
監作四人，從九品下。掌監涖雜作，典工役。
宮闈局令二人，從七品下；丞二人，從八品下。掌侍宮闈，出入管籥。凡享太廟，皇后神主出入，則帥其屬輿之。總小給使學生之籍，給以糧稟。〈有書令史三人，書吏六人，內閽史二十人，內掌扇十六人，內給使無常員，小給使學生五十人，掌固四人。凡無官品者，號曰內給使，掌諸門進物之曆；內閽史，掌承傳諸門，出納管鑰；內掌扇，掌中宮繖扇。〉
奚官局令二人，正八品下；丞二人，正九品下。掌奚隸、工役、宮官之品。宮人病，則供醫藥；死，給衣服，各視其品。陪陵而葬者，將作給匠戶，衞士營冢，三品葬給百人，四品八十人，五品六十人，六品、七品十人，八品、九品七人；無品者，斂以松棺五釘，葬以犢車，給三人。皆監門校尉、直長涖之。內命婦五品以上無親戚者，以近冢同姓中男一人主祭于墓；無同姓者，春、秋祠以少牢。〈有書令史三人，書吏六人，典事、藥童、掌固各四人。〉
內僕局令二人，正八品下；丞二人，正九品下。掌中宮車乘。
內府局令二人，正八品下；丞二人，正九品下。
太子內坊局令二人，從五品下；丞二人，從七品下。掌東宮閤內及宮人糧稟。坊事五人，從八品下。
典直四人，正九品下。掌宮內儀式導引，通傳勞問，糾劾非違，察出納。

## 宋朝

### 沿革
宋初名「內班院」。淳化五年改名「黃門」。淳化五年九月又改名為「內侍省」:121。紹興三十年，併入「入內內侍省」。

#### 內侍省主要官員
- 左班都知、左班副都知
- 右班都知、右班副都知
- 押班
- 內東頭供奉官
- 內西頭供奉官
- 內侍殿頭
- 內侍高品
- 內侍高班
- 內侍黃門

#### 升遷
內侍會先就職「小黃門」，再經恩遷補至「內侍黃門」。之後依序升遷，如押班升任副都知，再升都都知。

#### 入內內侍省
又宋朝除了內侍省外，還有「入內內侍省」，與內侍省並稱前後省。而入內內侍省較與皇帝親近。

當入內內侍省有缺時，除由低階官員遞補外，也可自內侍省官員遞補之。

#### 入內內侍省主要官員
- 都都知
- 都知
- 副都知
- 押班
- 內東頭供奉官
- 內西頭供奉官
- 侍殿頭內侍
- 高品內侍
- 高班內侍
- 黃門
- 內侍黃門

#### 職事
內侍省與入內內侍省之官員會擔任下列工作：
- 御藥院勾當官：共四人，由「入內內侍」擔任。掌案驗方書、修合藥劑，以待進御，及供奉禁中之用。
- 內東門司勾當官：共四人，由「入內內侍」擔任。掌宮禁人物出入，周知其名數而譏察之。
- 合同憑由司當官：共二人。掌禁中宣索之物，給其要驗，凡特旨賜予，皆具名數，憑由付有司準給。
- 管勾往來國信所管勾官：共二人，由「都知」、「押班」擔任。掌契丹使介交聘之事。
- 後苑勾當官：無定員，由「內侍」擔任。掌苑囿、池沼、臺殿、種藝、襍飾，以備遊幸。
- 造作所：掌造作禁中及皇屬婚娶之名物。
- 龍圖閣、天章閣、寶文閣勾當：共四人，由「入內內侍」擔任。掌藏祖宗文章圖籍，及符瑞寶玩之物，而安像設以崇奉之。
- 軍頭引見勾當官：共五人，由「內侍省都知」、「押班」等擔任。掌供奉便殿禁衛諸軍入見之事，及馬步兩直軍員之名。